# ده کوکس
ده کوکس (انگلیسی: The Kooks) یک گروه ایندی راک است که در سال ۲۰۰۴ در
برایتون تشکیل شد. آلبوم آنها به نام لتس گو سانشاین در سال ۲۰۱۸، رتبهٔ ۹ را در جدول آلبوم‌های بریتانیا بدست آورد.